# Longdong, Guangdong
Longdong (kinesiska: 龙洞) är ett stadsdelsdistrikt (jiedao) i sydöstra Kina. Det ligger i stadsdistriktet Tianhe i provinshuvudstaden Guangzhou i provinsen Guangdong, omkring 13 kilometer nordost om centrala Guangzhou. Antalet invånare är 70 055. Befolkningen består av 37 143 kvinnor och 32 912 män. Barn under 15 år utgör 7,0 %, vuxna 15-64 år 90 %, och äldre över 65 år 2,0 %.